# گیرون
گیرون (به انگلیسی: Girvan) یک شهرک در اسکاتلند است که در ایرشایر واقع شده‌است. گیرون ۶٬۶۵۱ نفر جمعیت دارد.